# V628 Андромеды
V628 Андромеды (лат. V628 Andromedae) — одиночная переменная звезда в созвездии Андромеды на расстоянии (вычисленном из значения параллакса) приблизительно 18100 световых лет (около 5549 парсеков) от Солнца. Видимая звёздная величина звезды — от +12,2m до +11,8m.

## Характеристики
V628 Андромеды — оранжевая пульсирующая медленная неправильная переменная звезда (LB) спектрального класса K. Эффективная температура — около 3656 K.